# Sonkajärvi
Sonkajärvi es un municipio de Finlandia ubicado en la región de Savonia del Norte.
En 2022, el municipio tenía una población de 3669 habitantes, de los que unos mil trescientos vivían en la capital municipal, Sonkajärven kirkonkylä.
Comprende un conjunto de áreas rurales ubicadas entre 60 y 100 km al norte de la capital regional Kuopio. La capital municipal se ubica unos 15 km al este de Iisalmi, sobre la carretera 87 que lleva a Nurmes.

## Historia
El área comenzó a habitarse a partir de las migraciones que tuvieron lugar tras el Tratado de Teusina de 1595. El área dependía originalmente del pueblo de Tavinsalmi, hasta que en 1625 pasó a formar parte de la parroquia de Iisalmi. El actual municipio de Sonkajärvi se fundó en 1922 al separarse parte del territorio del municipio rural de Iisalmi (Iisalmen maalaiskunta).

## Deportes
El municipio es conocido por ser el lugar de origen del deporte tradicional conocido como "cargar con la esposa" (eukonkanto).